# Окниця (Кам'янський район)
О́книця (рум. Ocniţa, рос. Окница) — село в Кам'янському районі (Молдова, Придністровська Молдавська Республіка), адмінцентр Окницької сільради.

## Опис
Розташоване в північній частині району, за 9 км від районного центру, у долині дністровського притоку річки Вікниця, на кордоні з Україною — пункт пропуску Грабарівка. В околицях села міститься унікальне термальне джерело, що оберігається державою як гідрогеологічна пам'ятка природи, що раніше називалась «Окнина». Від нього і пішла назва села.
В 1959 р. в Окниці проживало 1348 осіб, в 1979 — 1099, в 1989 — 985, а в 2004 г. — 815. За етнічним складом найбільше українців, також проживають молдовани, росіяни, болгари  та ін.

## Географія
У селі річка Сухий Кисерняк впадає в річку Вікниця.

## Історія
Село вперше згадується в документах в 1769 р. В околицях села розташовано чотири кургани, один з яких носить назву «Мойсеєва могила»; на ньому, за переказами, була вбудована дерев'яна башта для подачі сигналу жителям в разі наближення татар.
Перший храм збудований в селі в ім'я святого великомученика Димитрія Солунського був дерев'яним. Він проіснував до 1808 року, коли на кошти колишнього священика Іоана Зубрицького будується новий кам'яний храм з дзвіницею, розташованою окремо. В 1864 році в селі відкрилась церковно-приходська школа.
В 1901 році Ю. А. Сицинський в «Археологічній карті Подільської губернії» дав наступне описання Окниці та її околиць: "В східній стороні села, у Болганській долині, на східному схилі гори, печера у вигляді келії. На східній стороні видний висічений хрест і написи. Навколо печери росте хвойний ліс. Народ називає цю місцевість «Монастирище».
В списку землевласників Ольгопільського повіту в 1914 р. в селі Окниця Кам'янської волості значились: Полтович Олександр Цезарович, що володів 438 десятинами, Полтович Петро Цезарович — 197 дес., Полтович Густав-Адольф Францевич — 168 дес. і Полтович Валерій-Карл Цезарович, що мав 153 десятини.
Після утворення радянської влади в 1928 році в Окниці будується нова будівля школи-семирічки. 1929 року в селі був організований перший колгосп «Червоний промінь», а в 1930 — ще один — «ім. Молотова». В 1932 році обидва господарства об'єднались в один колгосп — «ім. Будьонного», а в 1956 році став носити ім'я Чапаєва. В 1963 р. колгосп об'єднався з колгоспом «ім. Фрунзе» села Грушка. В лютому 1970 р. в селі створений самостійний колгосп «Рассвет». Основними культурами рослинництва були: тютюн, пшениця, кукурудза, соняшник, кормовий буряк. В колгоспі функціонувала молочно-товарна ферма, вівцеферма, свиноферма, птахоферма, конеферма. Розвивалось садівництво та бджільництво.
Окниця — перший населений пункт Радянської Молдови, який звільнено від німецько-румунських загарбників (18 березня 1944 року). Всього на фронтах Другої світової війни воювало 200 жителів села, понад 90 з них загинули.
В 1952 році був збудований Будинок культури, в 1968 — нова будівля школи. Також відкриваються фельдшерсько-акушерський пункт, дитячі ясла, магазин, відділення зв'язку. В 1970 році в селі встановлено пам'ятник радянським воїнам, що загинули у Другій світовій війні.
В 90-ті роки в селі був відновлений приход православної церкви і знову освячена церква святого великомученика Димитрія Солунського.

## Населення
За даними перепису 2004 року в селі проживало 815 осіб, з яких 96,6% складали українці, 2,3% — молдовани, 1% — росіяни, а 0,1% — болгари .